# Campeonato de Portugal de Ciclismo Contrarreloj
Los Campeonatos de Portugal de Ciclismo Contrarreloj se organizan anualmente desde el año 1996 para determinar el campeón ciclista de Portugal de cada año, en la modalidad. 
El título se otorga al vencedor de una única carrera, en la modalidad de Contrarreloj individual. El vencedor obtiene el derecho a portar un maillot con los colores de la bandera de Portugal hasta el campeonato del año siguiente, solamente cuando disputa pruebas Contrarreloj.

## Palmarés

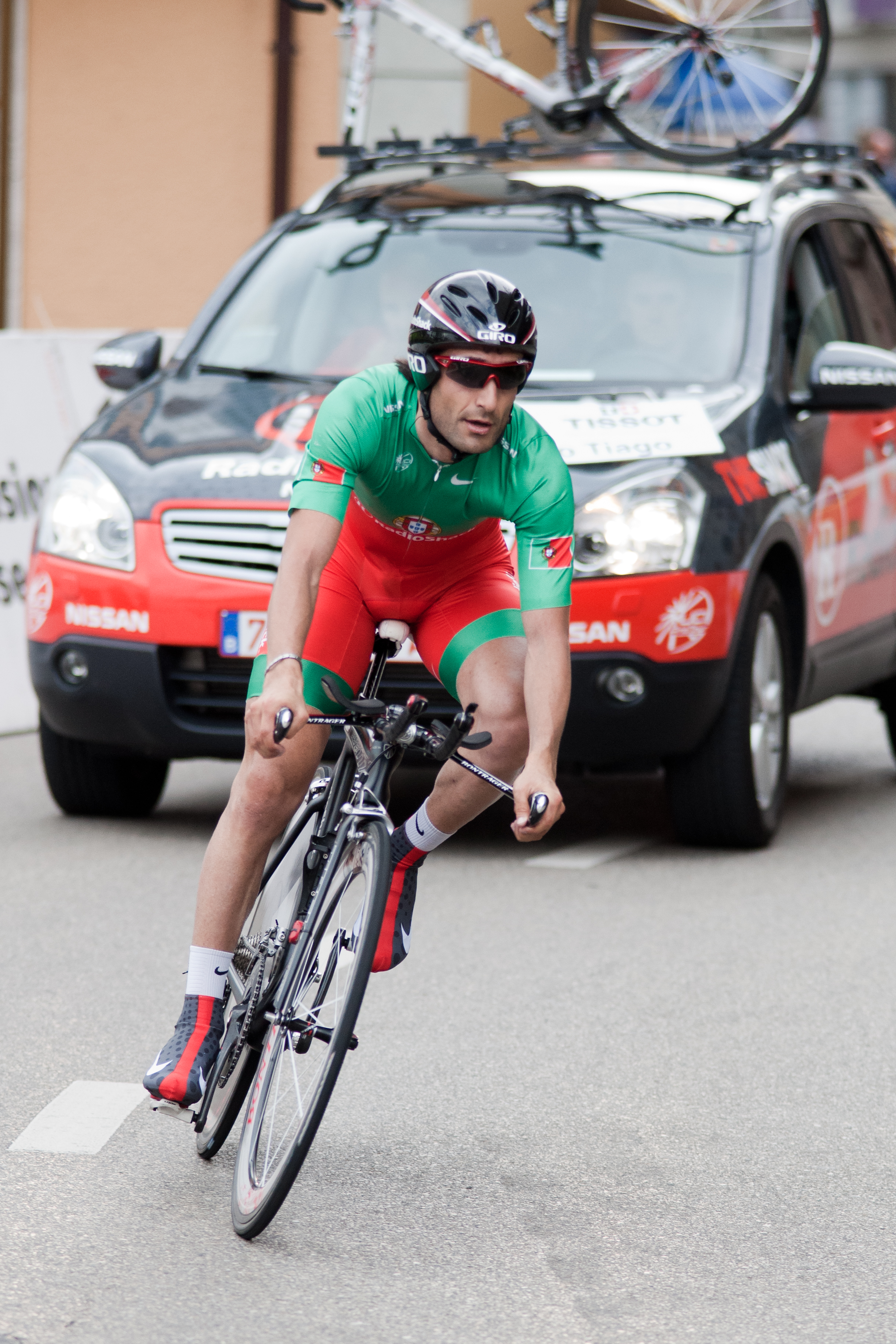
Tiago Machado campeón en 2009.

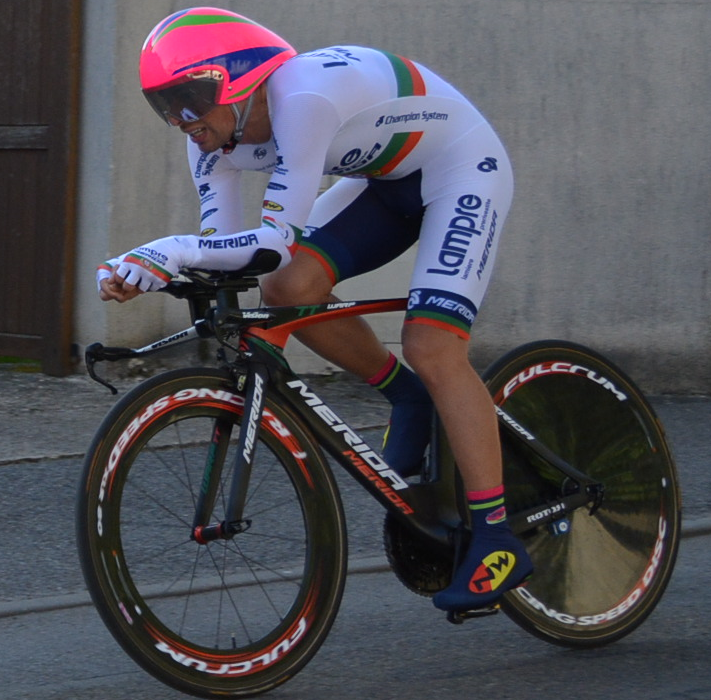
Nélson Filippe Oliveira campeón en cuatro ocasiones.

| Año  | Ganador                      | Segundo                             | Tercero                 |
| 1974 | Fernando Mendes              |                                     |                         |
| 1975 | Fernando Mendes              |                                     |                         |
| 1996 | José Azevedo                 | Paolo-Jorge Ferreira De Moura       | Cândido Barbosa         |
| 1997 | José Azevedo                 | Alberto Carlos Amaral Amorim        | Joaquim Alberto Sampaio |
| 1998 | Alberto Carlos Amaral Amorim | Vítor Gamito                        | Joaquim Adrego Andrade  |
| 1999 | Vítor Gamito                 | Joaquim Adrego Andrade              | José Azevedo            |
| 2000 | Vítor Gamito                 | Joaquim Adrego Andrade              | Vidal Fitas Pereira     |
| 2001 | José Azevedo                 | Vidal Fitas Pereira                 | Pedro Lopes Goncalves   |
| 2002 | Joaquim Andrade              | Pedro-Manuel Andrade                | Renato Silva            |
| 2003 | Joaquim Andrade              | Renato Silva                        | Bruno Castanheira       |
| 2004 | Sérgio Paulinho              | Hugo Sabido                         | Renato Silva            |
| 2005 | Cândido Barbosa              | Joaquim-Alberto Sampaio Campos      | Hernâni Broco           |
| 2006 | Helder Duarte Miranda        | Bruno Castanheira                   | Joaquim Adrego Andrade  |
| 2007 | Ricardo Martins              | José Azevedo                        | Joaquim Alberto Sampaio |
| 2008 | Sérgio Paulinho              | Tiago Machado                       | Helder Oliveira         |
| 2009 | Tiago Machado                | Cândido Barbosa                     | José Mendes             |
| 2010 | Rui Costa                    | Sérgio Sousa                        | Mário Costa             |
| 2011 | Nélson Oliveira              | Hugo Sabido                         | Hernâni Broco           |
| 2012 | José Gonçalves               | Ricardo Vilela                      | Sérgio Sousa            |
| 2013 | Rui Costa                    | Domingos Gonçalves                  | Hugo Sabido             |
| 2014 | Nélson Oliveira              | Rui Costa                           | Sérgio Sousa            |
| 2015 | Nélson Oliveira              | Tiago Machado                       | José Mendes             |
| 2016 | Nélson Oliveira              | José Mendes                         | Rafael Reis             |
| 2017 | Domingos Gonçalves           | Rafael Reis                         | Sérgio Paulinho         |
| 2018 | Domingos Gonçalves           | José Gonçalves                      | Tiago Machado           |
| 2019 | José Gonçalves               | Domingos Gonçalves António Carvalho | José Fernandes          |
| 2020 | Ivo Oliveira                 | Rui Costa                           | Tiago Machado           |
| 2021 | João Almeida                 | Rafael Reis                         | José Fernandes          |
| 2022 | Rafael Reis                  | Ivo Oliveira                        | João Almeida            |
| 2023 | João Almeida                 | Ivo Oliveira                        | Joaquim Silva           |
| 2024 | António Morgado              | Ivo Oliveira                        | Rui Costa               |
| 2025 | António Morgado              | Rafael Reis                         | Ivo Oliveira            |

## Palmarés femenino
| Año  | Ganador            | Segundo              | Tercero                |
| ---- | ------------------ | -------------------- | ---------------------- |
| 1992 | Ana Barros         | Julia Alves          | Ana Cancelo            |
| 1994 | Ana Barros         | Maria Cavaco Silva   | Ana Cancelo            |
| 1995 | Ana Barros         | Maria Cavaco Silva   | Ana Cancelo            |
| 1996 | Ana Barros         | Patricia Fernandes   | Ana Cancelo            |
| 2002 | Irina Coelho       | Claudia Vitorino     | Ana Rita Vigário       |
| 2003 | Irina Coelho       | Ana Rita Vigário     | Sonia Campos           |
| 2004 | Isabel Caetano     | Sandra Araujo        | Cristina Azevedo       |
| 2005 | Isabel Caetano     | Ana Rita Vigário     | Cristina Azevedo       |
| 2006 | Isabel Caetano     | Ana Rita Vigário     | Cristina Azevedo       |
| 2007 | Irina Coelho       | Isabel Caetano       | Ana Rita Vigário       |
| 2008 | Ester Alves        | Angela Fernandes     | Irina Coelho           |
| 2009 | Ester Alves        | Celina Carpinteiro   | Rute Costa             |
| 2010 | Vanessa Fernandes  | Ester Alves          | Celina Carpinteiro     |
| 2011 | Celina Carpinteiro | Ester Alves          | Monica Santos          |
| 2012 | Irina Coelho       | Celina Carpinteiro   | Monica Santos          |
| 2013 | Celina Carpinteiro | Daniela Reis         | Ester Alves            |
| 2014 | Celina Carpinteiro | Daniela Reis         | Ana Isabel Dias Azenha |
| 2015 | Daniela Reis       | Celina Carpinteiro   | Irina Coelho           |
| 2016 | Daniela Reis       | Celina Carpinteiro   | Irina Coelho           |
| 2017 | Celina Carpinteiro | Irina Coelho         | Madalena Almeida       |
| 2018 | Daniela Reis       | Maria Martins        | Celina Carpinteiro     |
| 2019 | Daniela Reis       | Raquel Silva Queiros | Sandra Santos          |
| 2020 | Melissa Maia       | Marta Branco         | Iuliia Legkova         |
| 2021 | Maria Martins      | Daniela Campos       | Daniela Pereira        |
| 2022 | Daniela Campos     | Sofia Gomes          | Daniela Pereira        |
| 2023 | Cristiana Valente  | Beatriz Pereira      | Vera Vilaca            |
| 2024 | Daniela Campos     | Ana Caramelo         | Mariana Líbano         |

## Estadísticas

### Más victorias
| Ciclista           | Victorias | Años                    |
| ------------------ | --------- | ----------------------- |
| Nélson Oliveira    | 4         | 2011, 2014, 2015 y 2016 |
| José Azevedo       | 3         | 1996, 1997 y 2001       |
| Fernando Mendes    | 2         | 1974 y 1975             |
| Vítor Gamito       | 2         | 1999 y 2000             |
| Joaquim Andrade    | 2         | 2002 y 2003             |
| Sérgio Paulinho    | 2         | 2004 y 2008             |
| Rui Costa          | 2         | 2010 y 2013             |
| Domingos Gonçalves | 2         | 2017 y 2018             |
| José Gonçalves     | 2         | 2012 y 2019             |
| João Almeida       | 2         | 2021 y 2023             |
| António Morgado    | 2         | 2024 y 2025             |